# Pugey
Pugey är en kommun i departementet Doubs i regionen Bourgogne-Franche-Comté i östra Frankrike. Kommunen ligger i kantonen Boussières som tillhör arrondissementet Besançon. År 2022 hade Pugey 686 invånare.

## Befolkningsutveckling
Antalet invånare i kommunen Pugey
Referens:INSEE